# Norme classique de l'occitan
 (juillet 2023).
- Si vous ne connaissez pas le sujet, laissez ce bandeau (vous pouvez alors contacter les auteurs).
- Si vous supprimez le contenu mis en cause (vous pouvez préalablement contacter les auteurs),

argumentez précisément cette suppression dans la page de discussion
(un manque de référence n'est pas un argument ; une recherche réelle de référence doit avoir été effectuée, être formellement documentée).
 (juillet 2023).
Si vous disposez d'ouvrages ou d'articles de référence ou si vous connaissez des sites web de qualité traitant du thème abordé ici, merci de compléter l'article en donnant les références utiles à sa vérifiabilité et en les liant à la section « Notes et références ».
La norme classique ou norme alibertine est une norme orthographique utilisée pour écrire la langue occitane dans sa diversité dialectale. Elle est dite « classique » parce qu'elle se fonde en grande partie sur l'orthographe médiévale des troubadours dans l'objectif de limiter la phonétisation de la langue afin de faciliter la compréhension interdialectale à l'écrit et d'englober les différentes prononciations dialectales à l'oral. Dans les faits, elle tend à unifier et regrouper les parlers locaux dans des ensembles dialectaux régionaux, réduisant ainsi les différences sous-dialectales plus nombreuses en écriture mistralienne. Cependant, elle n'uniformise pas la langue occitane et s'applique différemment à chacun de ses principaux dialectes.
Cette orthographe adopte toutefois certaines évolutions modernes de l'écriture mistralienne comme le changement du -l en -u pour le dialecte provençal (natural > naturau, alors qu'elle revient au -v qui était devenu -b dans l'écriture mistralienne du dialecte languedocien), ou encore la mutation du -l en -r (soldat > sordat). En revanche, l'écriture classique intègre des évolutions inédites comme le remplacement par un -ç de certains -tz, -ts, -s anciens issus de l'étymologie latine du son -ti- ou -ci- (cantio > canson (ancien occitan) > cansoun (occitan moderne mistralien) mais cançon (occitan moderne classique)).
Elle a été préparée à la fin du XIXe siècle par des propositions de Joseph Roux, Prosper Estieu et Antonin Perbosc, et développée par Louis Alibert (dans sa Gramatica occitana segon los parlars lengadocians de 1935). Elle a été améliorée à la suite de la parution de la Grammaire occitane du majoral du félibrige Joseph Salvat (1943) puis adoptée par les universitaires à partir de 1945 concomitamment à la création de l'Institut d'études occitanes (IEO).
Elle tend à s'imposer par l'enseignement et l'édition scolaire à la place de la norme mistralienne, désignée alors comme « moderne » bien que sa codification soit plus ancienne. Elle est aussi concurrencée par la norme bonnaudienne (pour l'auvergnat), par la norme de l'École du Pô (pour le vivaro-alpin oriental) et par de nombreux systèmes locaux.

## Histoire
Ce système d'écriture est l’aboutissement d’un projet volontaire de normalisation qui commence au début du XIXe siècle, avec le travail de Simon-Jude Honnorat (Alpes-de-Haute-Provence), basé sur l'écriture médiévale des troubadours à laquelle il ajoute un processus de transcription et de prononciation des mots modernes. C'est ainsi que l'on peut retrouver le son [u] (alphabet phonétique international) par l'utilisation du digramme -ou- au lieu de l'unique lettre -o- que l'on trouvait dans la scripta médiévale. Par exemple, on lit chez Honnorat: Lou souleou e la mountagna, phrase qui deviendra en norme classique Lo soleu e la montanha. À la fin du XIXe et au début du XXe siècle, Antonin Perbosc (Tarn-et-Garonne) travaille sur l'orthographe en dialogue avec son collègue Prosper Estieu (Aude) : ils présentent dans la revue Mount-Segur les premiers textes écrits selon la nouvelle norme.
Louis Alibert, après avoir adapté au languedocien le système de Frédéric Mistral, basé sur la phonétique du provençal rhodanien du XIXe siècle et en partie sur les codes graphiques du français, tente de le concilier avec celui d'Estieu et de Perbosc, jugé archaïsant, et celui de Pompeu Fabra, adapté au catalan. Son travail aboutit en 1935 à la parution de la Gramatica occitana segon los parlars lengadocians (Grammaire occitane selon les parlers languedociens). Les choix graphiques d'Alibert sont partiellement remis en cause par l'abbé Joseph Salvat, dont les propositions sont pour l’essentiel reprises après guerre par l’Institut d’études occitanes dans son livret La réforme linguistique occitane et l'enseignement de la langue d'Oc. Ce travail de Louis Alibert vaut à la graphie classique d'être également appelée graphie alibertine.

## Remarques en faveur et en défaveur de la norme classique
Au début du XXIe siècle, la norme classique est toujours contestée par les défenseurs de la norme mistralienne (graphie moderne). Afin d'étudier les différentes prises de positions, il convient de lister ci-dessous, différents arguments qui permettront de comprendre les différents points de vue sur l'écriture de la langue d'Oc.

### Remarques en faveur des conventions de la norme classique
- Frédéric Mistral : « ... j'ai l'avantage de parler dans une langue comprise par ce moyen dans tous le midi, au lieu de l'être seulement par quelques amateurs de l'arrondissement d'Arles » pendant sa correspondance avec Joseph Roumanille sur laquelle il exprimait son mécontentement à la suite du rejet de Roumanille de s'inspirer de la graphie de Simon-Jude Honnorat que Mistral souhaitait utiliser[6].
- Jean-Joseph Castor : « Quelques écrivains diront peut-être que j'aurai dû suivre, dans les infinitifs des trois premières conjugaisons l'orthographe de nos anciens Troubadours, et écrire eimar, tenir, aver, au lieu de eima, teni, avé. Je répondrais que telle était mon intention, mais que, pour satisfaire les désirs du Public, j'ai été obligé de rapprocher, autant qu'il a été possible, l'orthographe de la prononciation. Il serait à désirer que l'on ait pu agir de la même manière à l'égard de la langue française; on ne prononcerait plus alors aimer, aimé; Caen, Can; paon, pan; taon, ton; second, segond; signet, sinet, etc. » [7].
- Simon-Jude Honnorat : Il fut critique envers les choix des Rhodaniens dans leur écriture phonétique. « Ceux qui ont mal à propos substitué l'o à l'a final des substantifs et des adjectifs féminins n'ont pas fait attention qu'ils n'étaient pas conséquents avec eux-mêmes : car lorsqu'ils ont voulu former des mots composés, ils ont, comme toujours, été obligés de revenir au mot non altéré. C'est ainsi qu'en ajoutant la désinence ment (esprit, manière de faire), à regla, par exemple ils ont fait reglament, tandis qu'ils auraient dû écrire ce mot, d'après leurs principes, regloment, parce qu'il est composé de règlo, et de ment, suivant leur orthographe. »[8].

### Remarques en défaveur des conventions de la norme classique
- Frédéric Mistral : « En revanche, Mistral admire beaucoup moins ses choix orthographiques (concernant Prosper Estieu) : d’un côté Estieu ne respecte manifestement pas toujours la graphie des troubadours qu’il a pourtant élue comme modèle, de l’autre il conserve des lettres qui, selon Mistral, sont encombrantes pour la lecture. Cette question revient souvent dans la correspondance. Dans l’ensemble, ce que Mistral reproche à Estieu, c’est moins le choix du modèle que la cohérence globale de la graphie qu’il a élaborée avec Antonin Perbosc. Mistral, qui déplore une francisation de la graphie occitane, incite les écrivains à s’appuyer sur celle des troubadours pour la réformer en tenant compte des particularismes dialectaux, mais en l’harmonisant tout de même suffisamment pour éviter les foisonnements graphiques. »[9]. Mistral entend par là une écriture plus proche de celle proposée par Simon-Jude Honnorat qui fut l'une des personnes qui l'a inspiré.
- La graphie classique en l'état serait inadaptée au gascon et au béarnais selon la thèse soutenue par Jean Lafitte[10]. Ce constat a conduit ce linguiste à proposer l'ajout d'une consonne à certains mots pour  en préciser la prononciation.

## Développement
La scripta médiévale est née peu avant l'an mille avec les premiers documents écrits en langue romane. La norme classique en est l'adaptation à la  langue moderne.
Les textes codificateurs sont apparus en trois étapes à partir de 1935 :
- en 1935, publication de la Gramatica occitana segon los parlars lengadocians de Louis Alibert ;
- à partir de 1945, développement avec l'Institut d'études occitanes (IEO) et adaptation aux autres dialectes (gascon par Pierre Bec, provençal par Robert Lafont, nord-occitan par Pierre Bonnaud, etc.) ;
- aujourd'hui, plusieurs organismes se réclament de sa gestion comme le Congrès permanent de la lenga occitana, le Conseil de Langue Occitane (Conselh de la Lenga Occitana) ou l'Academia Occitana, avec peu de moyens et des résultats discutables.

La norme classique, qui est celle des universitaires, s'est imposée de plus en plus depuis la seconde moitié du XXe siècle en faisant reculer la norme mistralienne mise au point au milieu du XIXe siècle par des amateurs éclairés, des praticiens et des poètes. Aujourd'hui la norme classique est largement utilisée en Occitanie culturelle, mais elle est utilisée  avec d'autres normes :

### Provence et Pays niçois
En Provence et en Pays niçois mais aussi dans toute l'Occitanie culturelle : concurrence entre la norme classique et la norme mistralienne ;

### Vallées occitanes (Italie)
Dans les vallées occitanes : concurrence entre la norme classique et la norme de l'École du Pô ;

### Gascogne, Béarn, Val d'Aran
En Gascogne et en Béarn : concurrence entre la norme classique et la norme fébusienne ; 
La graphie dite fébusienne du gascon (car œuvre de l'Escole Gastoû Febus dans la première moitié du XXe siècle), s'inspire de la norme mistralienne. Édouard Bourciez (1854-1946), linguiste romaniste et professeur à l'université de Bordeaux, y a contribué. Après une première codification dès 1906, la graphie fébusienne connait une évolution jusqu'aux années 60.
Une adaptation au gascon de la norme classique de l'occitan (codifiée par Louis Alibert) a été proposée dans les années 50, pour mieux tenir compte des différences entre gascon et languedocien ou autres dialectes occitans : évolution divergente des mots depuis le latin de l'Empire romain, de la prononciation, etc. Les linguistes Pierre Bec et Jean Bouzet, Louis Alibert ont contribué à cette adaptation.
Le Val d'Aran (en Espagne) a pour parler l'aranais, variété régionale (dialecte) gascon. Sur le plan géographique, il s'agit de la haute vallée de la Garonne, en communication avec le Comminges en France.

### Auvergne
En Auvergne, il y a concurrence entre la norme classique et la norme bonnaudienne.

## Standardisation: l'occitan large
Toutes les normes de l'occitan (classique, mistralienne, bonnaudienne, de l'École du Pô) ont été conçues d'abord en notant les parlers ou les dialectes, sans fixer une variété standard de l'occitan. Cependant la norme mistralienne a entraîné depuis la fin du XIXe siècle l'apparition de trois koinès littéraires régionales : une en provençal général, une en niçard et une en gascon béarnais. On peut dire en outre que la koinè provençale mistralienne est une langue standard (avis des partisans de la norme dite moderne) ou préfigure une langue standard (avis des partisans de la norme classique).
La norme classique, à partir du XXe siècle, a poursuivi le développement de ces trois koinès mais a favorisé également des koinès régionales supplémentaires en limousin et en languedocien. Depuis l'officialisation de l'occitan dans le Val d'Aran en 1990, la norme classique favorise également une variété codifiée de gascon aranais.
Outre ces expériences de koinès, du côté de la norme classique, la volonté consciente de fixer une variété standard en occitan est apparue dans les années 1970 avec les recherches des linguistes Pierre Bec, Robert Lafont, Roger Teulat, Jacme Taupiac, suivis dans les années 1980 par Patrick Sauzet. La variété standard est appelée selon les auteurs occitan référentiel, occitan standard ou plus récemment occitan large (occitan larg, P. Sauzet). Selon le consensus de la majorité des spécialistes qui travaillent sur ce projet, l'occitan large se compose :
- d'une variété générale qui se base sur le dialecte languedocien, considéré comme dialecte intermédiaire, sans aucune notion de supériorité ;
- d'adaptations régionales du standard, prenant en compte certains traits dialectaux typiques, tout en conservant une grande convergence et une conception unitaire. C'est une manière de fédérer dans l'occitan large les différentes koinès régionales qui se sont développées au cours du XIXe et du XXe siècle.

## Comparaison avec les autres normes
| Dialectes de l'occitan | Norme classique | Norme mistralienne | Norme bonnaudienne | Norme de l'École du Pô |
| ---------------------- | --- | --- | --- | --- |
| Provençal (standard)   | Totei/Toei lei personas naisson liuras e egalas en dignitat e en drech. Son dotadas de rason e de consciéncia e li cau (/fau) agir entre elei amb un esperit de fraternitat. | Dialecte maritime : Tóutei/Touei lei persouno naisson libro e egalo en dignita e en dre. Soun doutado de resoun e de counsciènci e li fau agi entre elei em' un esperit de fraternita. Dialecte rhodanien : Tóuti li persouno naisson libro e egalo en dignita e en dre. Soun doutado de resoun e de counsciènci e li fau agi entre eli em' un esperit de fraternita. | | |
| Provençal niçois       | Toti/Toi li personas naisson liuri e egali en dignitat e en drech. Son dotadi de rason e de consciéncia e li cau agir entre eli emb un esperit de fraternitat.               | Tóuti/Toui li persouna naisson libri e egali en dignità e en drech. Soun doutadi de rasoun e de counsciència e li cau agì entre eli em' un esperit de fraternità. | | |
| Auvergnat              | Totas las personas naisson liuras e egalas en dignitat e en dreit. Son dotadas de rason e de consciéncia e lor chau (/fau) agir entre elas amb un esperit de fraternitat.    | | Ta la proussouna neisson lieura moé parira pà dïnessà mai dret. Son charjada de razou moé de cousiensà mai lhu fau arjî entremeî lha bei n'eime de fraternitat. (Touta la persouna naisson lieura e egala en dïnetàt e en dreit. Soun doutada de razou e de cousiensà e lour chau ajî entre ela am en esprî de fraternitàt.) | |
| Vivaro-alpin           | Totas las personas naisson liuras e egalas en dignitat e en drech. Son dotaas de rason e de consciéncia e lor chal agir entre elas amb un esperit de fraternitat.            | | | Toutes les persounes naisoun liures e egales en dignità e en drech. Soun douta de razoun e de counsiensio e lour chal agir entre eles amb (/bou) un esperit de fraternità. |
| Limousin               | Totas las personas naissen liuras e egalas en dignitat e en drech. Son dotadas de rason e de consciéncia e lor chau (/fau) agir entre elas emb un esperit de fraternitat.    | | | |
| Gascon                 | Totas las personas que vaden libras e egaus en dignitat e en dret. Que son dotadas de rason e de consciéncia e que'us cau agir enter eras dab un esperit de fraternitat.     | (Graphie dite moderne ou fébusienne) Toutes las persounes que vaden libres e egaus en dinnitat e en dret. Que soun doutades de rasoû e de counsciencie e qu'ous cau agì ente eres dap û esperit de fraternitat. | (Graphie dite classique réformée) Totas las personas que vadenn libras e egaus en dignitat e en dret. Que sonn dotadas de rason e de consciéncia e que'us cau agir entre eras dab un esperit de fraternitat. | |
| Languedocien           | Totas las personas naisson liuras e egalas en dignitat e en drech. Son dotadas de rason e de consciéncia e lor cal agir entre elas amb un esperit de fraternitat.            | | | |

| Norme classique                                   | Norme mistralienne                               | Norme bonnaudienne                               | Norme de l'École du Pô                     |
| ------------------------------------------------- | ------------------------------------------------ | ------------------------------------------------ | ------------------------------------------ |
| ò                                                 | o                                                | o                                                | o                                          |
| o, ó                                              | ou, óu                                           | ou                                               | ou                                         |
| uè, ue                                            | ue, iue                                          | eu (ue)                                          | ue (ö)                                     |
| lh                                                | i/h (lh)                                         | lh                                               | lh                                         |
| nh, gn                                            | gn                                               | nh                                               | nh                                         |
| s, ss c(e), c(i), ç                               | s, ss c(e), c(i), ç                              | s, ss                                            | s                                          |
| z s entre deux voyelles                           | z s entre deux voyelles                          | z                                                | z                                          |
| à è ò á é í ó ú                                   | à è ò ì ù é óu                                   | à è eù où é â ê î û                              | à è ò ì ù où é                             |
| Toutes les consonnes finales muettes sont notées. | Certaines consonnes finales muettes sont notées. | Certaines consonnes finales muettes sont notées. | Aucune consonne finale muette n'est notée. |